# Bill Kirschbaum
Bill Kirschbaum (Fort Williams, 5 de noviembre de 1902-California, 29 de abril de 1953) fue un nadador estadounidense especializado en pruebas de estilo braza, donde consiguió ser medallista de bronce olímpico en 1924 en los 200 metros.

## Carrera deportiva
En los Juegos Olímpicos de París 1924 ganó la medalla de bronce en los 200 metros estilo braza, con un tiempo de 3:01.0 segundos, tras su compatriota Robert Skelton (oro con 2:56.2 segundos) y el belga Joseph De Combe.